# Liste der Bodendenkmäler in Eslarn
Auf dieser Seite sind die Bodendenkmäler in dem Oberpfälzer Markt Eslarn zusammengestellt. Diese Tabelle ist eine Teilliste der Liste der Bodendenkmäler in Bayern. Grundlage ist die Bayerische Denkmalliste, die auf Basis des Bayerischen Denkmalschutzgesetzes vom 1. Oktober 1973 erstmals erstellt wurde und seither durch das Bayerische Landesamt für Denkmalpflege geführt wird. Die folgenden Angaben ersetzen nicht die rechtsverbindliche Auskunft der Denkmalschutzbehörde.

## Bodendenkmäler in Eslarn
| Lage                    | Objekt | Akten-Nr.     | Bild           |
| ----------------------- | --- | ------------- | -------------- |
| (Standort)              | Frühneuzeitliche Schanze Tillyschanz. | D-3-6441-0004 |                |
| Marktplatz 4 (Standort) | Archäologische Befunde des Mittelalters und der frühen Neuzeit im Bereich der katholischen Pfarrkirche Mariä Himmelfahrt in Eslarn, darunter die Spuren von Vorgängerbauten bzw. älterer Bauphasen. | D-3-6441-0006 | weitere Bilder |
| (Standort)              | Untertägige Befunde des abgegangenen Alten Schlosses von Eslarn. | D-3-6441-0007 |                |
| (Standort)              | Untertägige Befunde des abgegangenen frühneuzeitlichen Neuen Schlosses von Eslarn. | D-3-6441-0008 |                |
| (Standort)              | Abschnitt der Kurbayerischen Landesdefensionslinien (1702/03) mit einer Redoute. | D-3-6441-0024 |                |